# Morten Nielsen
Morten Nielsen (Copenhague, Dinamarca, 28 de febrero de 1990) es un futbolista danés. Se desempeña como delantero y actualmente milita en el FC Midtjylland de la Superliga danesa. Su padre, Benny Nielsen, fue un futbolista que militó en el RSC Anderlecht de Bélgica.

## Trayectoria
Nielsen comenzó su carrera futbolística en el Kjøbenhavns Boldklub. En julio de 2005, Nielsen fue contratado por la Academia del Chelsea Football Club. Nielsen desempeñó 15 partidos con el equipo juvenil del Chelsea, anotando 4 goles, siendo uno de los mejores delanteros de la FA Youth Cup.
El 31 de marzo de 2009 fue cedido en préstamo al Landskrona BoIS de la Superettan de Suecia, el cual le ganó la carrera a varios equipos que buscaban su cesión, como el Stade Rennais y el Saint-Étienne de Francia, el Brøndby IF de Dinamarca o el Celtic FC de Escocia. El 4 de marzo del mismo año, Nielsen extendió su contrato de préstamo con el club sueco hasta el 15 de junio, día en que regresó al Chelsea. En julio de 2009, Nielsen decidió abandonar al club en un acuerdo mutuo, y el 22 de julio de ese mismo año, firmó un contrato con el AZ Alkmaar de la Eredivisie de los Países Bajos. Sin embargo, Nielsen no disputó ningún partido durante toda la temporada, por lo que el 13 de marzo de 2010 fue cedido en préstamo nuevamente al Landskrona BoIS.
Luego de haber terminado su período de cesión con el Landskrona BoIS, Nielsen fue contratado por el FC Midtjylland de Dinamarca el 19 de agosto de 2010.

## Selección nacional
Morten ha desempeñado partidos como internacional con la Selección de Dinamarca Sub-16, Sub-17, Sub-18 y Sub-19. En todas estas ha disputado 26 partidos en total y ha marcado un total de 7 goles.

## Clubes
| Club                 | País         | Año             |
| -------------------- | ------------ | --------------- |
| Kjøbenhavns Boldklub | Dinamarca    | 2003 - 2005     |
| Chelsea FC           | Inglaterra   | 2005 - 2009     |
| Landskrona BoIS      | Suecia       | 2009            |
| AZ Alkmaar           | Países Bajos | 2009 - 2010     |
| Landskrona BoIS      | Suecia       | 2010            |
| FC Midtjylland       | Dinamarca    | 2010 - Presente |